# Elisabeth von Gutmann
Elisabeth von Gutmann (n. 6 ianuarie 1875 –  d. 28 septembrie 1947) a fost Prințesă consort a Liechtensteinului prin căsătoria cu Franz I, Prinț de Liechtenstein.

## Biografie
Elisabeth s-a născut la Viena, Austro-Ungaria ca fiică al lui Wilhelm Isak, Ritter von Gutmann, și a celei de-a doua soții, Ida Wodianer. Tatăl ei era om de afaceri evreu din Moravia care deținea o firmă de cărbune. A fost înnobilat în 1878 de către împăratului Franz Joseph I. Între 1891-1892 a fost președinte al Comunității israelite vieneze.
Elisabeth s-a căsătorit la Viena cu baronul maghiar Géza Erős of Bethlenfalva (1866-1908). La 7 august 1908, el a murit de tânăr; nu au avut copii.
În 1914, ea l-a întâlnit la fondul de ajutor pentru militari pe Prințul Franz de Liechtenstein. Fratele Prințului Franz, Prințul Johann al II-lea nu a aprobat relația. La 11 februarie 1929 Prințul Franz i-a succedat fratelui său sub numele de Franz I, fratele său nefiind căsătorit și neavând copii. La 22 iulie 1929 Elisabeth și Franz I s-au căsătorit la Viena. Nu au avut copii. 
Deși Liechtenstein nu a avut oficial partid nazist, o mișcare de simpatie nazistă a fost în fierbere timp de ani de zile în cadrul partidului Uniunea Națională.
La începutul anului 1938, chiar după anexarea Austriei în cadrul Germaniei, Prințul Franz I de Liechtenstein în vârstă de 84 de ani a abdicat, numindu-l regent și succesor pe vărul său de gradul trei, Franz Josef al II-lea, Prinț de Liechtenstein, care avea 31 de ani.
Elisabeth a trăit în Pasul Semmering până la anexarea Austriei de către Germania Nazistă, apoi a plecat în exil în Elveția, unde a murit la Vitznau în 1947.